# Cachaça 51
Cachaça 51 är Brasiliens största märke när det gäller cachaça. Cachaça 51 är ett sockerrörsdestillat producerat på 100% rena krossade sockerrör. 
Cachaça 51 introducerades 1951 i staden Pirassununga belägen i delstaten São Paulo. I dag finns fabriker i Pirassununga, Cabo de Santo Agostinho och i Porto Ferreira. Tillverkande företag är Cia. Müller de Bebidas. Enligt tillverkaren innehar cachaça 51 1/3 av den brasilianska försäljningen av cachaça.